# Victor Schertzinger
Victor L. Schertzinger (Mahanoy City, 8 de abril de 1888 – Hollywood, 26 de octubre de 1941) fue un compositor, director, productor y guionista estadounidense. Algunas de sus películas son Paramount on Parade (codirector, 1930), Something to Sing About (1937) con James Cagney. Sus canciones más conocidas fueron "I Remember You" y "Tangerine", ambas con letra de Johnny Mercer e incluidas en la película Rivales por un beso (1942), dirigida por él mismo.

## Biografía
Schertzinger nació en Mahanoy City, Pennsylvania en el seno de una familia de músicos de descendientes neerlandeses y sobresalió en el mundo del violín, donde fue considerado un niño prodigio con tan solo cuatro años. A los ocho años, actuaba con diferentes orquestas, incluida la orquesta de Victor Herbert y la banda de John Philip Sousa.En su adolescencia, asistió a la Escuela Preparatoria Brown en Filadelfia y dio actuaciones de violín mientras viajaba por América y Europa..
Schertzinger estudió música en la Universidad de Bruselas. Continuó distinguiéndose como concertista de violín y luego como director de orquesta sinfónico. También trabajó como compositor, agregando tres canciones con letra en el musical "El hombre de Oz Tik-Tok" de los productores Oliver Morosco, L. Frank Baum y Louis F. Gottschalk (1914). Su primer acercamiento a la industria cinematográfica se produjo en 1916, cuando Thomas Ince le encargó la composición del acompañamiento orquestal para su gran película muda  Civilización . Permaneciendo bajo el cobijo de Ince, Schertzinger se convirtió en director principal de las películas de Charles Ray, estableciendo una relación con el tempestuoso Ray que muy pocos de sus otros colaboradores lograrían.
Con la llegada del sonido al cine, Schertzinger continuó dirigiendo películas aunque también componía las canciones, escribía guiones y producía esas mismas películas. Estrechamente asociado a la Paramount Pictures, Schertzinger estuvo la década de los 30 como agente libre. Algunas de sus mejores películas, como One Night of Love (1934) y The Mikado (1939) explotaron su vasto conocimiento del mundo de la música.
Schertzinger se casó con Julia E. Nicklin, permaneciendo juntos hasta su muerte. Fruto de esa relación, nacieron dos niñas, Patricia and Paula, a principio de los 20.
Schertzinger murió inesperadamente de un ataque al corazón en Hollywood a la edad de los 53, justo cuando había acabado su obra póstuma Rivales por un beso (1942). Dirigió 89 películas y compuso la música a más de 50.

## Filmografía

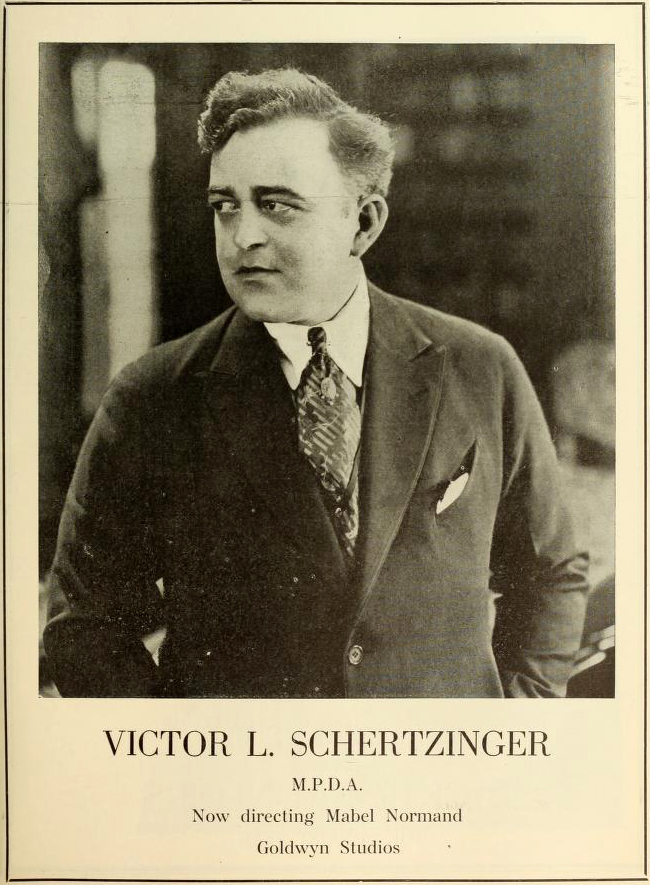
Advertisement (1919)

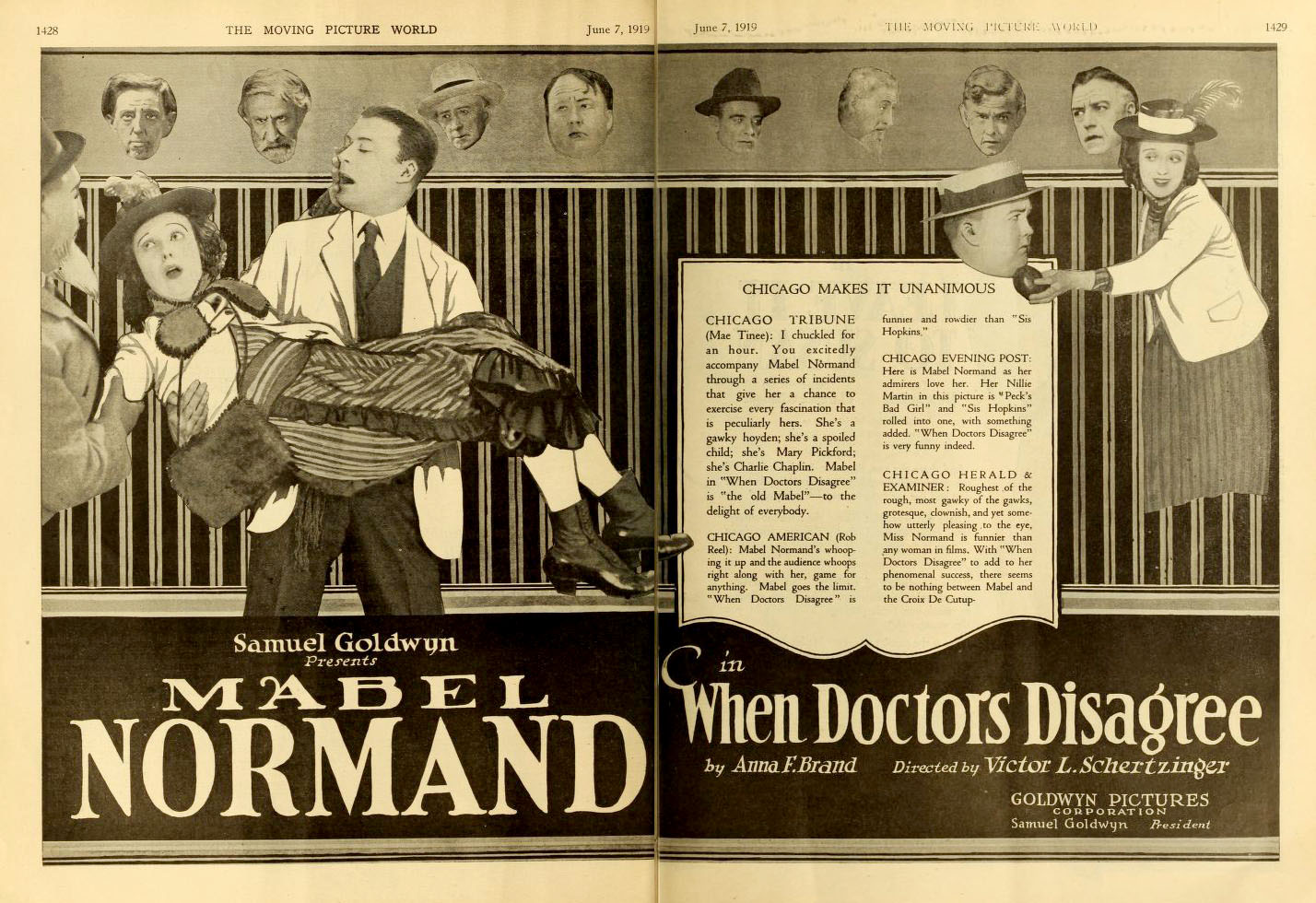
When Doctors Disagree, 1919

Como director
| Título en España          | Título original           | Año  |
| ------------------------- | ------------------------- | ---- |
| The Pinch Hitter          | The Pinch Hitter          | 1917 |
| The Millionaire Vagrant   | The Millionaire Vagrant   | 1917 |
| The Clodhopper            | The Clodhopper            | 1917 |
| Sudden Jim                | Sudden Jim                | 1917 |
| The Son of His Father     | The Son of His Father     | 1917 |
| His Mother's Boy          | His Mother's Boy          | 1917 |
| The Hired Man             | The Hired Man             | 1918 |
| The Family Skeleton       | The Family Skeleton       | 1918 |
| Playing the Game          | Playing the Game          | 1918 |
| His Own Home Town         | His Own Home Town         | 1918 |
| The Claws of the Hun      | The Claws of the Hun      | 1918 |
| A Nine O'Clock Town       | A Nine O'Clock Town       | 1918 |
| Coals of Fire             | Coals of Fire             | 1918 |
| Quicksand                 | Quicksand                 | 1918 |
| String Beans              | String Beans              | 1918 |
| Hard Boiled               | Hard Boiled               | 1919 |
| Extravagance              | Extravagance              | 1919 |
| The Sheriff's Son         | The Sheriff's Son         | 1919 |
| The Homebreaker           | The Homebreaker           | 1919 |
| The Lady of Red Butte     | The Lady of Red Butte     | 1919 |
| When Doctors Disagree     | When Doctors Disagree     | 1919 |
| Other Men's Wives         | Other Men's Wives         | 1919 |
| Upstairs                  | Upstairs                  | 1919 |
| Jinx                      | Jinx                      | 1919 |
| Pinto                     | Pinto                     | 1919 |
| The Blooming Angel        | The Blooming Angel        | 1920 |
| The Slim Princess         | The Slim Princess         | 1920 |
| What Happened to Rosa     | What Happened to Rosa     | 1920 |
| The Concert               | The Concert               | 1921 |
| Made in Heaven            | Made in Heaven            | 1921 |
| Beating the Game          | Beating the Game          | 1921 |
| Head Over Heels           | Head Over Heels           | 1922 |
| The Bootlegger's Daughter | The Bootlegger's Daughter | 1922 |
| Mr. Barnes of New York    | Mr. Barnes of New York    | 1922 |
| The Kingdom Within        | The Kingdom Within        | 1922 |
| Dollar Devils             | Dollar Devils             | 1923 |
| Refuge                    | Refuge                    | 1923 |
| The Lonely Road           | The Lonely Road           | 1923 |
| The Man Next Door         | The Man Next Door         | 1923 |
| The Scarlet Lily          | The Scarlet Lily          | 1923 |
| Long Live the King        | Long Live the King        | 1923 |
| The Man Life Passed By    | The Man Life Passed By    | 1923 |
| Chastity                  | Chastity                  | 1923 |
| A Boy of Flanders         | A Boy of Flanders         | 1924 |
| Bread                     | Bread                     | 1924 |
| Flaming Love              | Flaming Love              | 1925 |
| Man and Maid              | Man and Maid              | 1925 |

| Título en España          | Título original           | Año                                              |
| ------------------------- | ------------------------- | ------------------------------------------------ |
| The Wheel                 | The Wheel                 | 1925                                             |
| Thunder Mountain          | Thunder Mountain          | 1925                                             |
| The Golden Strain         | The Golden Strain         | 1925                                             |
| Siberia                   | Siberia                   | 1926                                             |
| The Lily                  | The Lily                  | 1926                                             |
| The Return of Peter Grimm | The Return of Peter Grimm | 1926                                             |
| Stage Madness             | Stage Madness             | 1927                                             |
| The Heart of Salome       | The Heart of Salome       | 1927                                             |
| El estudio secreto        | The Secret Studio         | 1927                                             |
| The Showdown              | The Showdown              | 1928                                             |
| Caras olvidadas           | Forgotten Faces           | 1929                                             |
| El piel roja              | Redskin                   | 1929                                             |
| Nothing But the Truth     | Nothing But the Truth     | 1929                                             |
| La rueda de la vida       | The Wheel of Life         | 1929                                             |
| Fashions in Love          | Fashions in Love          | 1929                                             |
| The Laughing Lady         | The Laughing Lady         | 1929                                             |
| Paramount on Parade       | Paramount on Parade       | 1930                                             |
| Safety in Numbers         | Safety in Numbers         | 1930                                             |
| Una mujer en discordia    | The Woman Between         | 1931                                             |
| ¿Amigos o rivales?        | Friends and Lovers        | 1931                                             |
| Strange Justice           | Strange Justice           | 1932                                             |
| Uptown New York           | Uptown New York           | 1932                                             |
| La mujer constante        | The Constant Woman        | 1933                                             |
| La hora del cock-tail     | Cocktail Hour             | 1933                                             |
| Mi mujer                  | My Woman                  | 1933                                             |
| Beloved                   | Beloved                   | 1934                                             |
| Una noche de amor         | One Night of Love         | 1934                                             |
| Vivamos esta noche        | Let's Live Tonight        | 1935                                             |
| Love Me Forever           | Love Me Forever           | 1935                                             |
| Claro de luna en el río   | The Music Goes 'Round     | 1936                                             |
| Los peligros de la gloria | Something to Sing About   | 1937 (también guionista, productor y compositor) |
| El príncipe trovador      | The Mikado                | 1939                                             |
| Ruta de Singapur          | Road to Singapore         | 1940                                             |
| Road to Zanzibar          | Road to Zanzibar          | 1941                                             |
| Buscando fama             | Kiss the Boys Goodbye     | 1941                                             |
| El nacimiento del Blues   | Birth of the Blues        | 1941                                             |
| Rivales por un beso       | The Fleet's In            | 1942                                             |

Como compositor
| Título en España         | Título original        | Director                                         | País |
| ------------------------ | ---------------------- | ------------------------------------------------ | ---- |
| The Conqueror            | The Conqueror          | Raoul Walsh                                      | 1916 |
| Civilization             | Civilization           | Thomas H. Ince, Reginald Barker, Raymond B. West | 1916 |
| Outcast                  | Outcast                | William A. Seiter                                | 1928 |
| El desfile del amor      | The Love Parade        | 1929                                             |      |
| The Climax               | The Climax             | Renaud Hoffman                                   | 1930 |
| La sombra de la ley      | Shadow of the Law      | Louis J. Gasnier                                 | 1930 |
| La droguería de los líos | Caught Plastered       | 1931                                             |      |
| The Lone Wolf Returns    | The Lone Wolf Returns  | Roy William Neill                                | 1935 |
| No juegues con el amor   | Don't Gamble with Love | Dudley Murphy                                    | 1936 |
| Pánico en el aire        | You May Be Next        | Albert S. Rogell                                 | 1936 |
| La sirena del puerto     | The Devil's Playground | Erle C. Kenton                                   | 1937 |

## Canciones[7]
| - "Marcheta" (1913) - "My Wonderful Dream Girl" (1913) (letra de Oliver Morosco de la obra de L. Frank Baum' The Tik-Tok Man of Oz) - "There's a Mate in this Big World for You" (1913) (letra de Oliver Morosco de la obra de L. Frank Baum The Tik-Tok Man of Oz) - "Oh! Take Me" (1913) (letra de Oliver Morosco de la obra de L. Frank Baum The Tik-Tok Man of Oz) - "Another Kiss" (1927) - "Gotta Be Good" (1928) - "Dream Lover" (1929) (letra de Clifford Grey) - "Paris Stay the Same" (1929) (letra de Clifford Grey) - "Delphine" (1929) (letra de Leo Robin) - "I Still Believe In You" (1929) (letra de Leo Robin) - "You're My Melody of Love" (1931) - "I'm That Way About You" (1931) - "Close to Me" (1931) - "Listen Heart of Mine" (1933) - "One Night of Love" (1934) (letra de Gus Kahn) - "Love Me Forever" (1934) (letra de Gus Kahn) | - "Right or Wrong" (1937) - "Out of the Blue" (1937) - "Any Old Love" (1937) - "Loving You" (1937) - "I Don't Want to Cry Anymore" (1940) - "Captain Custard" (1940) (letra de Johnny Burke) - "(The Moon and the) Willow Tree" (1940) (letra de Johnny Burke) - "I Don't Cry Anymore" (1940) (letra de Johnny Burke) - "I'll Never Let a Day Pass By" (1941) (con Frank Loesser) - "Kiss the Boys Goodbye" (1941) (conh Frank Loesser) - "Sand in My Shoes" (1941) (con Frank Loesser) - "Find Yourself a Melody" (1941) (con Frank Loesser) - "My Start" (1941) (con Frank Loesser) - "I Remember You" (1941) (letra de Johnny Mercer) - "Tangerine" (1941) (letra de Johnny Mercer) - "Arthur Murray Taught Me Dancing in a Hurry" (1941) (letra de Johnny Mercer) - "Not Mine" (1941) (letra de Johnny Mercer) - "The Fleet's In" (1941) (letra de Johnny Mercer) - "When You Hear The Time Signal" (1941) (letra de Johnny Mercer) - "If You Build A Better Mousetrap" (1941) (letra de Johnny Mercer) |

## Premios y distinciones
Premios Óscar
| Año  | Categoría      | Película          | Resultado |
| ---- | -------------- | ----------------- | --------- |
| 1935 | Mejor Director | Una noche de amor | Nominado  |

## Images
- Publicity photo of Victor Schertzinger, circa 1930 (enlace roto disponible en Internet Archive; véase el historial, la primera versión y la última).